# 沈鵬 (書法家)
沈鵬（1931年9月—2023年8月21日），齋名介居，號介居主，男，江苏江阴人，中國現代編輯出版專家，書法家、美術評論家及詩人。中国书法家协会终身名誉主席。
幼习诗、书、画，入大学攻读文学，后转攻新闻。歷任中國書法家協會常務理事、副主席、中國書法家協會主席、藝術品中國榮譽藝術顧問。

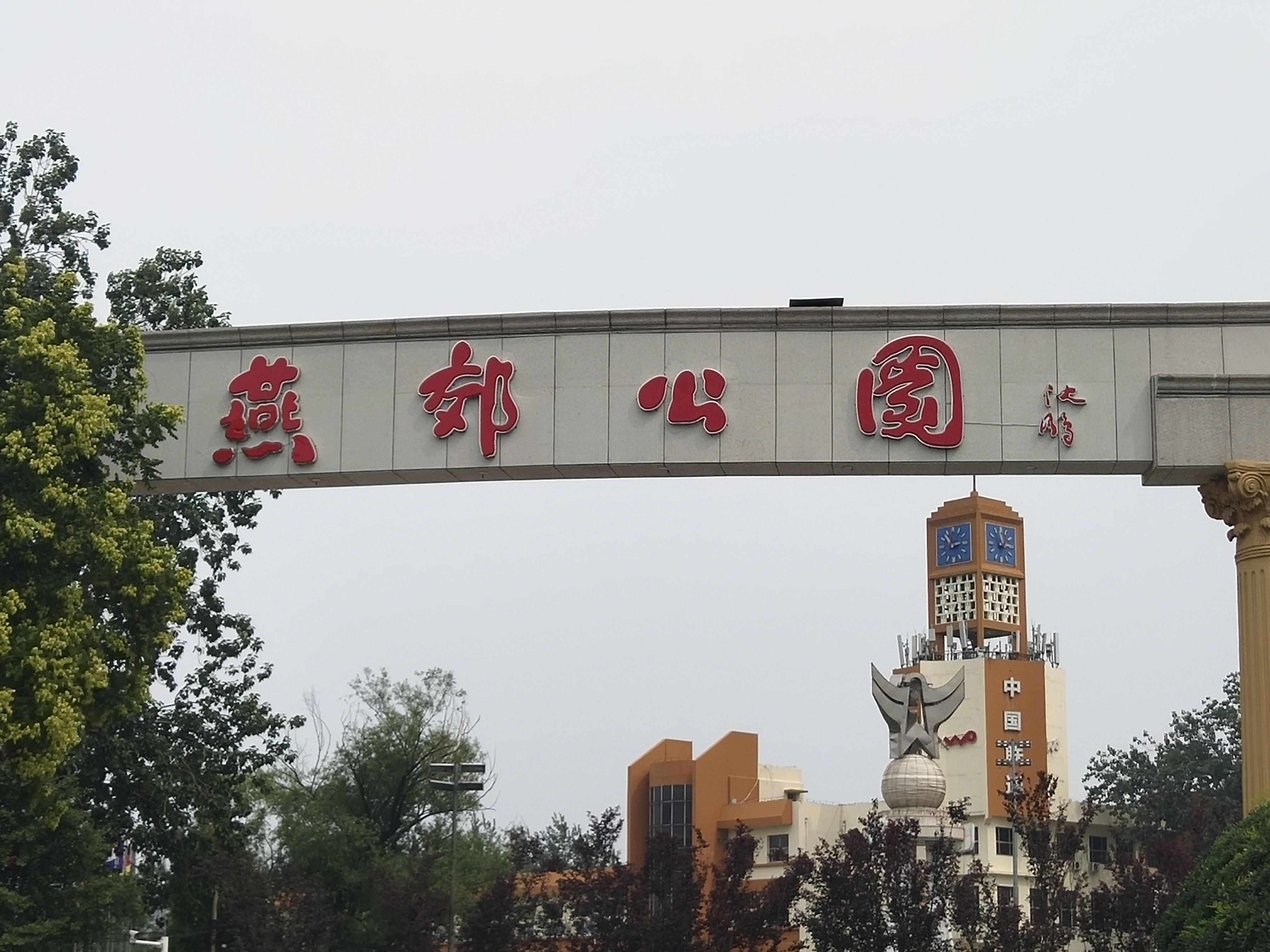
河北省廊坊市三河市燕郊公园的标牌，由沈鹏题写

## 生平
十五岁时发起创办文学刊物《曙光》并任主编。後參與學生爱国运动。1951年，沈鹏调入人民美术出版社，長期从事美术出版工作，同时撰写评论。在出版社期間编辑和审读了大量的美术类图书。
四十岁以后投入诗词、书法创作，又從事专注美术、书法理论和实践研究。1979年创办并主编期刊《中国书画》，1982年、1983年先后创办并主编美术专业期刊《美术之友》、《美术向导》。80年代后期，人民美术出版社与几家出版社一同出版了大型画册《中国美术全集》，其中「宋元书法卷」由沈鵬主编。1993年3月当选为第八届全国政协委员。历任中国书法家协会常务理事、副主席、代主席、主席、荣誉主席及艺术品中国荣誉艺术顾问。
2023年8月21日下午2時55分在北京逝世，享壽91歲。

## 著作
曾出版诗词选集《三馀吟草》《三馀续吟》《三馀再吟》。沈鵬自己解釋「三餘」為「冬者，岁之馀；夜者，日之馀；阴雨者，晴之馀」。又出版评论文集《书画论评》《沈鹏书画谈》《沈鹏书画续谈》《书法本体与多元》等。